# Estação Sagrado Coração
A Estação Sagrado Coração é uma estação ferroviária pertencente à Linha 8–Diamante, operada pela ViaMobilidade. Está localizada no município de Jandira.

## História
Aberta na década de 1950 pela Estrada de Ferro Sorocabana, a parada do Quilômetro 33 foi rapidamente rebatizada como Parada Sagrado Coração de Jesus (por causa da existência de um monumento ali existente). Com o crescimento da cidade de Jandira, o deputado José Costa solicitou a ampliação da parada em 1961. Porém, apenas com a absorção da Sorocabana pela Fepasa é que um novo prédio seria projetado.
Em virtude de dívidas de frete com a Fepasa, a Companhia Siderúrgica Paulista (Cosipa) resolveu pagá-las com aço para a construção de três estações (Santo Amaro, Engenheiro Cardoso e Sagrado Coração) e um bicicletário (Itapevi). O projeto da Estação Sagrado Coração foi contratado junto ao arquiteto João Toscano em 1986. A nova estação foi inaugurada em 20 de fevereiro de 1987.
Após ser incorporada à CPTM em 1996, a área ao redor da estação (lado norte) foi invadida (em 2000) por famílias sem teto, dando origem a uma favela. Após negociações entre CPTM, Igreja Católica e MST, a favela foi removida em novembro de 2005. Seus moradores foram reassentados num novo núcleo na cidade de Jandira, chamado Comuna Urbana Dom Helder Câmara, sendo o primeiro assentamento urbano do MST no país.
Em 20 de abril de 2021, foi concedida para o consórcio ViaMobilidade, composto pelas empresas CCR (atual Motiva) e RUASinvest, com a concessão para operar a linha por trinta anos. O contrato de concessão foi assinado e a transferência da linha foi realizada em 27 de janeiro de 2022.

### Projeto
Entre novembro de 2004 e abril de 2005, a CPTM realizou a concorrência número 8292402011, visando à contratação de projetos para 41 estações, divididas em dez lotes. A Estação Sagrado Coração foi incluída no lote 6 (ao lado das estações General Miguel Costa, Jandira e Engenheiro Cardoso). O lote 6 foi vencido pelo consórcio de empresas Themag Engenharia/Teknites Consultores Associados, pelo valor de 624 828 reais. No entanto, apenas os projetos de Jandira e Engenheiro Cardoso saíram do papel, enquanto Sagrado Coração não recebeu melhorias.

## Toponímia
A estação recebeu o nome de Sagrado Coração por causa de um monumento ali existente. Construído em 1920 sobre uma pedra ao lado da Estrada de Ferro Sorocabana, o Monumento ao Sagrado Coração de Jesus era uma escultura em gesso, sendo um ponto de peregrinação da comunidade católica da região de Jandira. Nos anos 1970, acabou destruído por vândalos. No entanto, a estação e o bairro formado em torno desta já haviam sido batizados como Sagrado Coração, nome que se mantém até os dias atuais.

## Tabelas
| Linha      | Terminais               | Comprimento (km) | Estações | Observações                                                                                           |
| ---------- | ----------------------- | ---------------- | -------- | --- |
| 8 Diamante | Júlio Prestes ↔ Itapevi | 35,283           | 20       | Possui extensão operacional Antiga Linha B–Cinza / Antiga Linha Oeste do Trem Metropolitano da FEPASA |

| Sigla | Estação         | Inauguração    | Integração                                    | Plataformas | Posição | Notas                                  |
| ----- | --------------- | -------------- | --------------------------------------------- | ----------- | ------- | -------------------------------------- |
| SCO   | Sagrado Coração | Década de 1950 | Bilhete Único da SPTrans e Cartão BOM da EMTU | Central     | Elevada | Estação construída em estrutura de aço |